# Straßenbahn Offenbach am Main
Die Straßenbahn Offenbach am Main war das Straßenbahn-System der hessischen Stadt Offenbach am Main. Der 1884 eröffnete Meterspur-Betrieb war einer der ersten Deutschlands mit elektrischen Straßenbahnen und wurde anfangs von der Frankfurt-Offenbacher Trambahn-Gesellschaft (FOTG) betrieben. Mit der Übernahme durch die Stadt verkehrte die Straßenbahn auf Normalspur. Aus der Städtischen Straßenbahn Offenbach, kurz SSO, wurden später die bis heute existierenden Offenbacher Verkehrs-Betriebe (OVB). Nach dem Zweiten Weltkrieg wurden Teile der Straßenbahnstrecken stückweise stillgelegt, die Gemeinschaftsstrecke mit der Straßenbahn Frankfurt am Main jedoch weiterhin bedient. Nach dem Verkauf der letzten Straßenbahnwagen der Stadt Offenbach wurde die Strecke von den Frankfurter Verkehrsbetrieben allein bedient und im Jahr 1996 auf dem Offenbacher Abschnitt vollständig stillgelegt. Lediglich einige Gleismeter der jetzigen Endstelle an der Stadtgrenze liegen noch auf Offenbacher Stadtgebiet.

## Netz

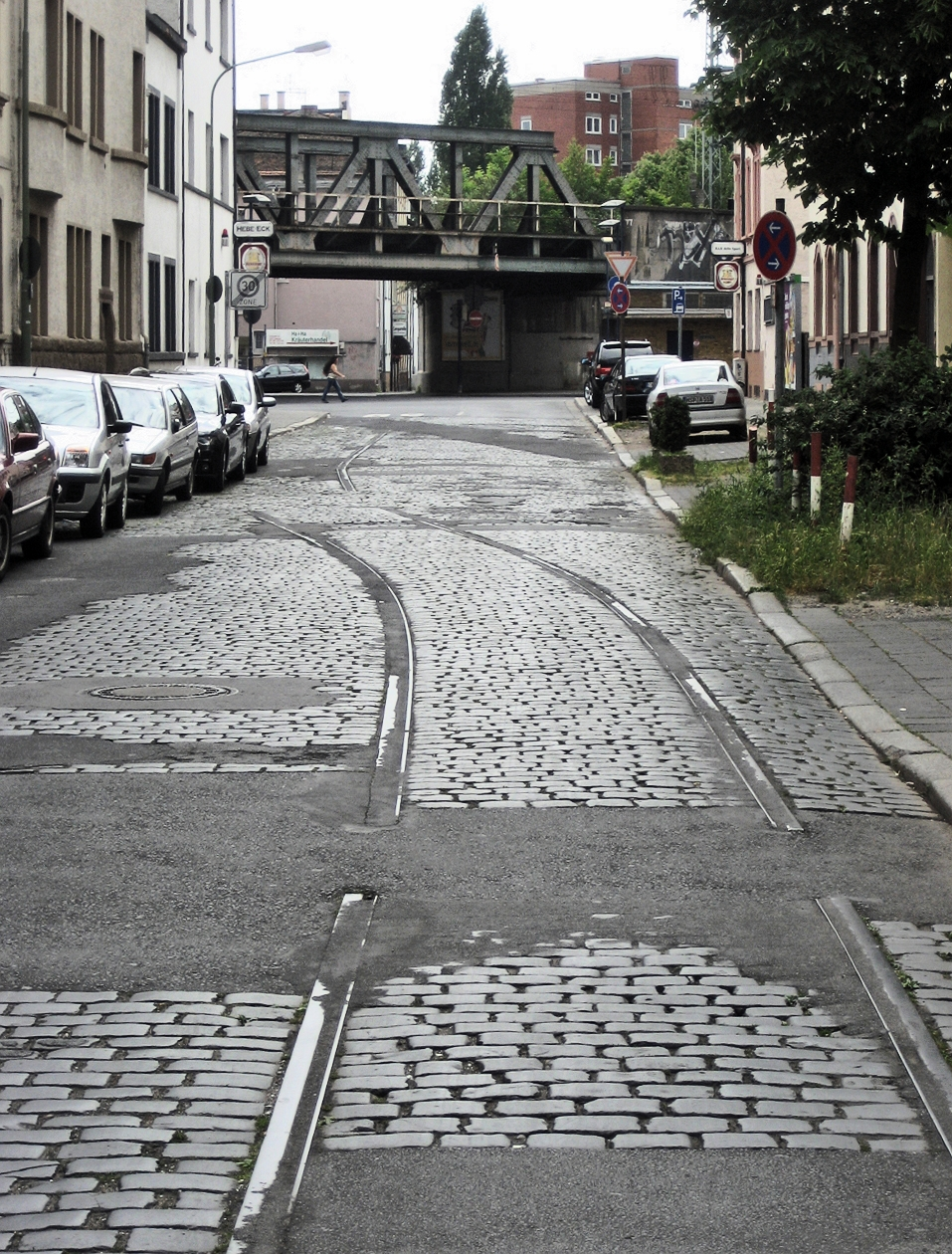
Erhaltene Gleisreste in der Friedhofstraße (2008)

Wichtigster Bestandteil der Straßenbahn in Offenbach war die Ost-West-Strecke. Im Westen mit dem Frankfurter Stadtteil Oberrad verbunden, führte die Strecke durch die Frankfurter Straße zum Marktplatz und in größter Ausdehnung von dort weiter durch die Bieberer Straße über den Mathildenplatz bis zum Alten Friedhof.
Quer dazu verlief eine Nord-Süd-Strecke, deren nördlicher Ast von Bürgel zum Mathildenplatz und deren südlicher Teil vom Marktplatz über die Waldstraße bis Tempelsee führte.
Hinzu kam eine kürzere Strecke, die durch die Goethestraße und Kaiserstraße zum Offenbacher Hauptbahnhof und weiter durch die Bismarckstraße zur Waldstraße verlief.
Der Betriebshof der Straßenbahn lag in der Hebestraße, zwischen Friedhof und Bahndamm. In diesem Bereich (Blockumfahrung Hebestraße/Querstraße/Friedhofstraße) befand sich auch die Wendeschleife der Ost-West-Strecke. Der Betriebshof wurde später für Oberleitungs- und Dieselbusse genutzt, für letztere wird er von den Offenbacher Verkehrsbetrieben (OVB) bis heute verwendet.

## Linien

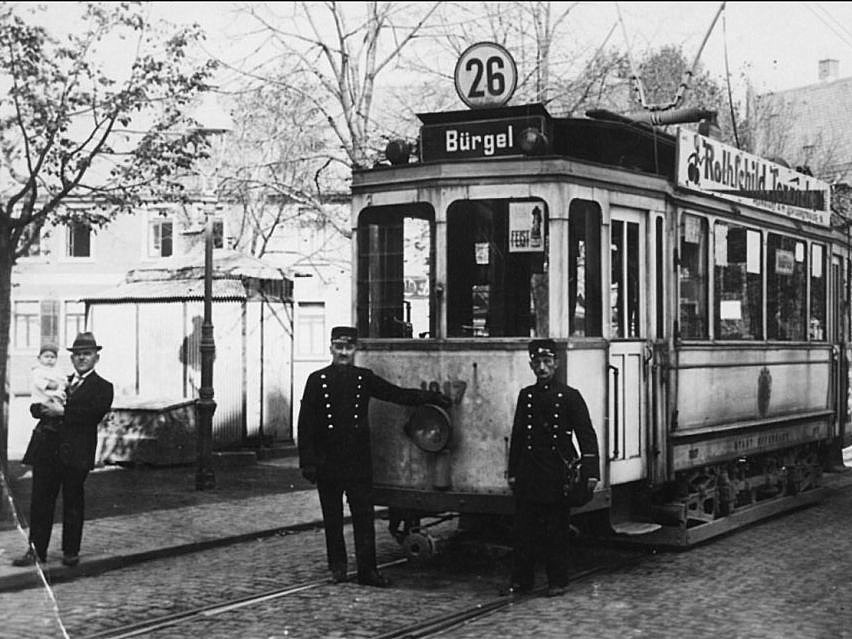
Ein Wagen der Linie 26

Die Offenbach-Frankfurter Gemeinschaftsstrecke trug vom ersten bis zum letzten Betriebstag die Liniennummer 16 – die heute an der Stadtgrenze endende Linie heißt bis heute so. Erst ein Jahr vor der Übernahme der Gemeinschaftsstrecke durch beide Städte (1906) waren in Frankfurt Liniennummern eingeführt worden. Dabei erhielt die vom Hauptbahnhof über die Untermainbrücke durch Sachsenhausen zum Lokalbahnhof verlaufende Linie die Nummer 16. Diese Linie wurde durch die Übernahme der FOTG-Strecke nach Osten erweitert.
Vorübergehend führte die Frankfurter Straßenbahn andere Linien bis Offenbach durch, so etwa die Linien 9 und 4. Im Zweiten Weltkrieg gab es außerdem eine Verstärkerlinie mit der ortsunüblich dreistelligen Liniennummer 116.
- Eine Linie 26 existierte von 1907 bis zum Kriegsende 1945. Sie verband den Mathildenplatz in der Offenbacher Innenstadt mit dem 1908 eingemeindeten Stadtteil Bürgel. 1941 wurde sie mit der Linie 27 unter deren Nummer zusammengefasst, seitdem wurde die 26 nur noch für kurzlebige Verstärkungs- und Sonderlinien verwendet.[2] Später wurde die 26 noch mehrmals für (ebenfalls wenig erfolgreiche) Frankfurter Stadtlinien vergeben.
- Unter dem Liniensignal 27 verkehrte die 1908 eröffnete Strecke von der Goethestraße über die Kaiserstraße zum Hauptbahnhof. Ab 1941 trug die neu geschaffene Nord-Süd-Hauptlinie die Nummer 27 und verlief von Bürgel über Marktplatz, Hauptbahnhof und Waldstraße zur Dietzenbacher Straße (1949 bis Brunnenweg verlängert). Nach der Stilllegung der Bürgeler- und der Goethestraßenstrecke verblieb die 27 als letzte Offenbacher Stadtlinie, die vom Brunnenweg zum Marktplatz, von dort zum Hauptbahnhof und wieder zurück zum Brunnenweg fuhr. Die Liniennummer existierte damit von 1908 bis 1963.[1][2]
- Eine Linie 28 wurde 1920 eingeführt; sie fuhr damals von der Goethestraße über den Marktplatz zum Friedhof. 1927 übernahm die 28 die Neubaustrecke durch die Waldstraße. Nachdem sie diese 1941 an die neu konzipierte Linie 27 abgeben musste, bediente sie bis zu ihrer Stilllegung 1951 nur noch das 1,2 Kilometer kurze Stück von der Goethestraße zur Kreuzung Frankfurter/Kaiserstraße. Im Zweiten Weltkrieg hatte die 28 eine dreistellige Verstärkerlinie, die unter der Nummer 128 den alten Linienweg der 28 (Goethestraße–Friedhof) bediente.[1][2]

Die Liniennummern 26 – 28 werden heute von der Nahverkehrsgesellschaft traffiQ für Buslinien des Bündels A im Frankfurter Norden verwendet.

## Geschichte

### Die Übernahme der FOTG durch die Stadt
In Offenbach fuhren ab April 1884 elektrische Straßenbahnen. Betreiberin war die Frankfurt-Offenbacher Trambahn-Gesellschaft, welche auf Bestreben eines Offenbacher Konsortiums gegründet wurde. Die Strecke führte von Sachsenhausen über Oberrad, die Frankfurter Straße und den Marktplatz zum Mathildenplatz.
1906 wurde diese Straßenbahn in städtisches Eigentum übernommen und abschnittsweise auf Regelspur umgebaut. Ende Dezember 1906 war dieser Prozess abgeschlossen und die städtische Straßenbahn fuhr – aus Frankfurt kommend – bis zum Offenbacher Friedhof, also noch ein Stück über den Mathildenplatz hinaus. Diese Linie 16 wurde als Gemeinschaftslinie mit der Städtischen Straßenbahn Frankfurt betrieben.
Der Beschluss der Stadtverordnetenversammlung für die Übernahme der Straßenbahn in städtische Regie fiel am 3. März 1905. Die Konzession zum Betrieb einer elektrischen Straßenbahn erhielt die Stadt am 1. August 1905 von Großherzog Ernst Ludwig: „Wir verleihen der Stadt Offenbach auf ihren Antrag unsere landesherrliche Konzession, eine für die Beförderung von Personen und Gepäck im öffentlichen Verkehr bestimmte elektrische Straßenbahn von der Landesgrenze über die Frankfurter Straße, Marktplatz, Bieberer-, Hebe- und über die Friedhofstraße zurück durch die Bieberer Straße, Marktplatz und Frankfurter Straße nach der Landesgrenze (mit Fortsetzung nach Frankfurt am Main) an Stelle der bestehenden Straßenbahn zu bauen und zu betreiben.“
Die Eisenbahnstrecke an der Haltestelle „Landesgrenze“ (die Stadtgrenze zwischen Offenbach und Frankfurt, damals gleichzeitig Landesgrenze zwischen Hessen und Preußen), die von der FOTG-Schmalspurbahn noch niveaugleich gekreuzt werden durfte, erwies sich als Hindernis für die Straßenbahn, da die Eisenbahn die Genehmigung für eine ebenerdige Kreuzung verweigerte. Die Bahnstrecke durfte nur durch ein einzelnes Gleis gekreuzt werden, das ohne Fahrgäste befahren werden musste. Diese mussten vor dem Bahnübergang aussteigen, diesen zu Fuß überqueren, und auf der anderen Seite wieder einsteigen. Dieser unbefriedigende Zustand dauerte bis 1910 an, als beide Verkehre durch den Bau einer Eisenbahnbrücke über die Offenbacher Landstraße entflochten werden konnten.

### Aufbau der Offenbacher Stadtlinien
Als erste von dieser Grundlinie abzweigende Strecke wurde 1907 die Linie 26 vom Mathildenplatz nach Bürgel (Hessenstraße) eröffnet. Bürgel hatte im Eingemeindungsvertrag mit Offenbach den Bau einer Straßenbahnstrecke zur Bedingung gemacht. Die Eingemeindung erfolgte am 1. April 1908.
Die zweite innerstädtische Linie diente der Erschließung der dicht bebauten gründerzeitlichen Innenstadterweiterung westlich des alten Stadtkerns. Diese neue Linie 27 fuhr ab 1908 vom Hauptbahnhof über die Kaiserstraße durch die Goethestraße in die nordwestliche Innenstadt.
Zu Beginn des Ersten Weltkrieges verfügte die SSO über 6,9 Kilometer Strecken, 24 Triebwagen und 14 Beiwagen und beschäftigte 25 Straßenbahnfahrer, 38 Schaffner und zwei Fahrdienstleiter.
Ab 1920 fuhr eine Linie 28 in der Hauptverkehrszeit über die schon bestehenden Strecken von der Goethestraße und die Kaiser- und Frankfurter Straße zum Marktplatz. Nachdem die bisher ebenerdig verlaufende Bebraer Bahn aufwendig in Dammlage gebracht war, konnte durch die nun möglichen niveaufreien Bahnquerungen auch eine Straßenbahnstrecke in den Offenbacher Süden gebaut werden, was im Zuge der Waldstraße realisiert wurde. Ab 1927 fuhr die Linie 28 bis zur neuen Endstation „Dietzenbacher Straße“.

### Die Offenbacher Straßenbahn Mitte des 20. Jahrhunderts
Die Linien wechselten im Lauf der Jahrzehnte gelegentlich ihren Linienverlauf. 1941 wurden die Linien 26 und 27 zu einer zusammengefasst, 1942 zwecks kriegsbedingter Energieeinsparung drei neue Linien A, B und C eingeführt, die nur noch im 30- beziehungsweise 60-Minuten-Takt verkehrten. Ende 1942 gab es wieder die Linien 16 (Frankfurt Hauptbahnhof – Friedhof), 27 (Bürgel – Hauptbahnhof) und 28 (Goethestraße – Dietzenbacher Straße), außerdem während der Hauptverkehrszeiten Verstärkerlinien namens 116 (Landesgrenze – Dietzenbacher Straße) und 128 (Goethestraße – Friedhof).
Die Strecken in der Kaiserstraße und in der Waldstraße wurden 1943 durch eine Querverbindung durch die Bismarckstraße miteinander verbunden, die bereits seit 1927 im Bau war und die eine Umfahrung des zentralen Knotens am Marktplatz ermöglichte. Seitdem gab es in der Innenstadt ein von der Straßenbahn befahrenes Rechteck entlang der Frankfurter-, Kaiser-, Bismarck- und Waldstraße.
Nach Kriegsende wurde das Liniennetz neu geordnet. Nun fuhr die 27 als Offenbacher Hauptlinie von Bürgel über Marktplatz und Hauptbahnhof zur Dietzenbacher Straße. Die 28 befuhr nur das kurze Stück von der Goethestraße zur Frankfurter/Kaiserstraße, die 26 entfiel. Die Gemeinschaftslinie 16 verkehrte unverändert bis zum Friedhof.
1949 erfolgte die letzte Streckeneröffnung der Offenbacher Straßenbahn, als die Strecke in der Waldstraße (Linie 27) bis nach Tempelsee (Brunnenweg) verlängert wurde. Das Netz erreichte damit eine Ausdehnung von 9,7 Kilometer.

### Stilllegung und Umstellung auf Oberleitungsbus
Bereits kurz danach fiel die politische Entscheidung, den Offenbacher Straßenbahnbetrieb durch Oberleitungsbusse zu ersetzen. Im Juni 1951 wurden deshalb die Straßenbahnstrecken zwischen Frankfurter/Kaiserstraße und Goethestraße und zwischen Mathildenplatz und Bürgel stillgelegt. Die verbleibenden Abschnitte – die Gemeinschaftslinie 16 blieb erneut unverändert – wurden durch eine verkürzte Linie 27 befahren. Sie befuhr von Tempelsee kommend das Innenstadt-Viereck im Ringverkehr gegen den Uhrzeigersinn.
Am 3. November 1963 wurde auch die Linie 27 stillgelegt und durch Omnibusse ersetzt. Damit gab es keine allein von der Stadt Offenbach betriebene Straßenbahnlinie mehr. Nur die Gemeinschaftslinie 16 fuhr noch durch die Stadt. Offenbach reduzierte seinen Beitrag jedoch immer weiter, indem es Fahrzeuge ausmusterte oder verkaufte. Im Mai 1967 wurden die letzten drei Großraumwagen an die Straßenbahn Bremerhaven verkauft. Dort erhielten die Triebwagen die Bezeichnung 77 – 79 bzw. die Beiwagen die Betriebs-Nummern 215 – 217. Die Züge wurden noch bis 1982 auf der letzten Straßenbahnlinie 2 der Verkehrsgesellschaft Bremerhaven AG (VGB) eingesetzt. Nach 1967 ist die Linie 16 nur noch durch Frankfurter Fahrzeuge bedient worden.
1969 wurde der Abschnitt zwischen Marktplatz und Friedhof stillgelegt. Während es am Friedhof eine große Wendeschleife in Form einer Blockumfahrung gab, konnte am Marktplatz nur eine Stumpfendstelle am Ende der Frankfurter Straße eingerichtet werden, wodurch die Einrichtungsfahrzeuge, die zu dieser Zeit noch ausschließlich verkehrten, nicht mehr eingesetzt werden konnten. Daher wurden 1969 mit Förderung des Landes Hessen acht Zweirichtungsfahrzeuge vom Typ „O“ angeschafft. Da die Frankfurter Straßenbahn seitdem nur noch Zweirichtungswagen beschaffte, wurden auf der Linie 16 später auch Züge der Typen „P“ und „R“ eingesetzt.
Die Strecke verlief entlang der Frankfurter Straße, die zwischen Kaiserstraße und Marktplatz als Fußgängerzone ausgewiesen ist, weshalb die Straßenbahnen hier sehr langsam fahren mussten.
Der Offenbacher Oberleitungsbus wurde 1972 von Dieselbussen abgelöst.

### Stilllegung der Linie 16 in Offenbach

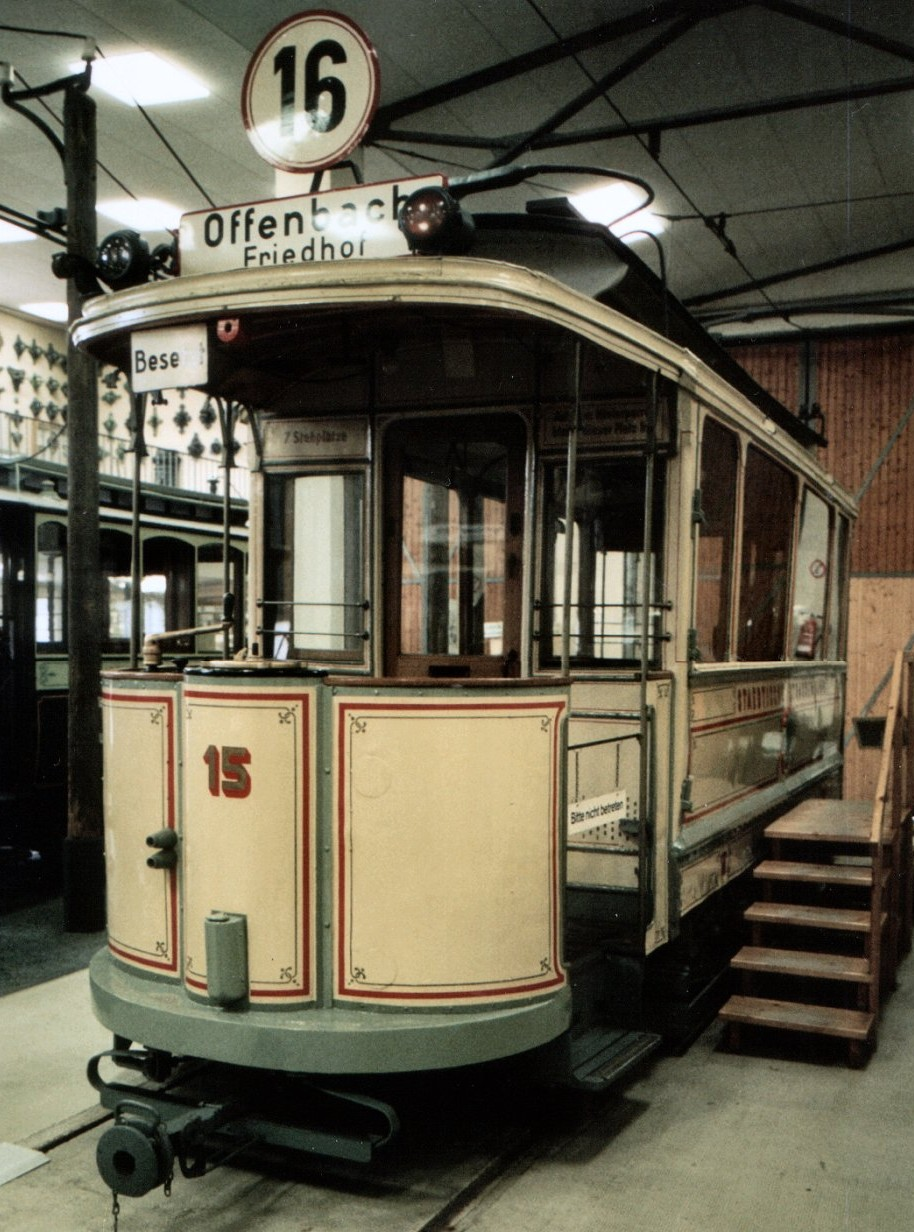
Ein Wagen der Linie 16

Die 1995 erfolgte Eröffnung der unterirdischen Offenbacher S-Bahn-Strecke, die die Offenbacher Innenstadt nach Art einer U-Bahn durch drei nah beieinander liegende Bahnhöfe erschließt, stellte den Fortbestand der Straßenbahn in der Frankfurter Straße in Frage. Hinzu kamen seit 1989 erhobene Forderungen der Einzelhändler in der östlichen Frankfurter Straße und der IHK Offenbach am Main, die die Straßenbahn in ihrer Fußgängerzone als Umsatz- und Verkehrshindernis ansahen, nach einer Stilllegung der Linie 16.
Nach einem Jahr gemeinsamen Betrieb von Straßenbahn und S-Bahn wurde das Offenbacher Teilstück der Linie 16 am 1. Juni 1996 stillgelegt. Die Linie endet seitdem am August-Bebel-Ring – zunächst an einem vorhandenen Gleisdreieck, nach einem Umbau an einer Stumpfendstelle in der Mitte der Frankfurter Straße. Die neue Endhaltestelle liegt knapp auf Offenbacher Gebiet, so dass es heute noch in Offenbach einige wenige Meter in Betrieb befindliche Straßenbahngleise gibt.
Die Gleise in der Fußgängerzone wurden sehr zeitnah entfernt. In der übrigen Frankfurter Straße blieben sie aufgrund einer Auflage des Regierungspräsidiums noch zehn Jahre lang liegen und wurden erst 2006 demontiert.

## Diskussion über Wiedereinführung
Nach der Schließung kamen wiederholt Stimmen auf, die eine Wiedereinführung der Straßenbahn in Offenbach befürworteten. Dazu gehörten vor allem Offenbacher Einzelhändler, die nach der Stilllegung 1996 teilweise Umsatzrückgänge verzeichneten. In der jüngeren Vergangenheit wurde das Thema immer wieder ohne Ergebnis aufgegriffen, unter anderem 2017 im Wahlkampf um die Besetzung der Position des Oberbürgermeisters von Offenbach. 2019 äußerten sich die Industrie- und Handelskammer, Frankfurts Verkehrsdezernent Klaus Oesterling und Teile der Offenbacher Politik positiv zur Wiedereinführung, ungeklärt blieb jedoch die Frage der Kostenübernahme. Am 8. März 2021 vereinbarten die Städte Offenbach und Frankfurt eine gemeinsame Machbarkeitsstudie, die die Erschließung der Offenbacher Innenstadt, des Hauptbahnhofes und Bürgels prüfen soll. Im Gespräch ist dabei sowohl die Verlängerung der bisherigen Linie 16 als auch eine neue Verbindung nach Fechenheim.

## Streckenchronik
| Datum            | E/S* | Strecke**                                                                  | Länge | Bemerkung |
| ---------------- | ---- | -------------------------------------------------------------------------- | ----- | --- |
| 10. April 1884   | E    | Sachsenhausen – Oberrad – Frankfurter Straße – Marktplatz – Mathildenplatz | 6,7   | Elektrisch betriebene, meterspurige Straßenbahn, betrieben durch die FOTG, später durch die Stadt.                                                           |
| 27. Oktober 1906 | E    | Mathildenplatz – Friedhof                                                  | 0,6   | Bei der Umspurung der FOTG-Strecke erfolgte die Verlängerung bis zum Offenbacher Friedhof.                                                                   |
| 20. Oktober 1907 | E    | Mathildenplatz – Bürgel                                                    | 2,3   | Am 18.08. bereits bis zur Grenzstraße freigegeben. |
| 29. Oktober 1908 | E    | Hauptbahnhof – Kaiserstraße – Goethestraße                                 | 1,8   | Strecke entlang der gründerzeitlichen Hauptachse Offenbachs, der Kaiserstraße.                                                                               |
| 15. Oktober 1927 | E    | Marktplatz – Waldstraße – Dietzenbacher Straße                             | 2,2   | Nach der Verlegung der bisher ebenerdig verlaufenden Bebraer Bahn auf einen Damm konnte diese wichtige Neubaustrecke in den Süden der Stadt eröffnet werden. |
| 9. November 1943 | E    | Hauptbahnhof – Waldstraße                                                  | 0,4   | Kurze Querverbindung durch die Bismarckstraße zwischen den Strecken in Kaiserstraße und Waldstraße.                                                          |
| 5. Juni 1949     | E    | Dietzenbacher Straße – Brunnenweg                                          | 0,6   | Verlängerung der Waldstraßenstrecke nach Südosten bis an den Rand des Stadtteils Tempelsee.                                                                  |
| 11. Juni 1951    | S    | Goethestraße – Frankfurter/Kaiserstraße                                    | 1,2   | Stilllegung des Abschnitts nördlich der Frankfurter Straße. Der Dienst wurde wenige Tage später durch eine Obuslinie ersetzt.                                |
| 17. Juni 1951    | S    | Mathildenplatz – Bürgel                                                    | 2,3   | Stilllegung der Nordstrecke zugunsten einer Obusstrecke. |
| 3. November 1963 | S    | Marktplatz – Waldstraße – Dietzenbacher Straße – Brunnenweg                | 2,8   | Stilllegung der Südstrecke durch die Waldstraße. Ersetzt durch Omnibusse.                                                                                    |
| 3. November 1963 | S    | Frankfurter/Kaiserstraße – Hauptbahnhof – Bismarckstraße – Waldstraße      | 1,0   | Stilllegung des Abschnitts durch die südliche Kaiserstraße und die Bismarckstraße. Ersetzt durch Omnibusse.                                                  |
| 1. Juni 1969     | S    | Marktplatz – Friedhof                                                      | 1,1   | Stilllegung des östlichen Innenstadtabschnitts durch die Bieberer Straße.                                                                                    |
| 1. Juni 1996     | S    | Stadtgrenze – Marktplatz                                                   | 1,5   | Stilllegung des Offenbacher Abschnitts der Gemeinschaftsstrecke.                                                                                             |

* Eröffnung, Stilllegung
** in km